# Локально выпуклое пространство
Локально выпуклое пространство — линейное топологическое пространство с системой полунорм, удовлетворяющей некоторым условиям.

## Определение
Линейное топологическое пространство {\displaystyle X} называется локально выпуклым пространством, если существует семейство полунорм {\displaystyle \mu } на {\displaystyle X}, удовлетворяющее двум условиям:
- Если {\displaystyle p(x)=0} для каждого {\displaystyle p\in \mu }, то {\displaystyle x=0}.
- Если для произвольной точки {\displaystyle x_{0}} пространства {\displaystyle X}, любой конечной системы полунорм {\displaystyle p_{1},...,p_{n}} из {\displaystyle \mu } и любой конечной системы положительных вещественных чисел {\displaystyle \epsilon _{1},...,\epsilon _{n}} рассмотреть (выпуклые) множества, состоящие из элементов {\displaystyle x\in X}, удовлетворяющих условию {\displaystyle p_{i}(x-x_{0})<\epsilon _{i}} с {\displaystyle i=1,...,n}, то все такие множества образуют базу топологии в {\displaystyle X}[1].

## Свойства
- Последовательность {\displaystyle \left\{x_{n}\right\}} точек локально выпуклого пространства {\displaystyle X} сходится к {\displaystyle x\in X} в том и только том случае, если для каждой полунормы {\displaystyle p\in \mu } выполняется соотношение {\displaystyle \lim _{n\to \infty }p(x_{n}-x)=0}.